# Maison Diary
『Maison Diary』（メゾン・ダイアリー）は、LAMP IN TERRENの会場・通販限定EPである。2019年12月21日にA-Sketchから発売された。

## 解説
本作には、11月1日の全国ツアースタートと同時にデジタルリリースされた「ほむらの果て」に加え、全国ツアー『Blood』でも披露してきた新曲「Is Everything All Right」「いつものこと」の2曲を加えた3曲入りのDisc1と、ツアー初日となる11月1日の下北沢CLUB251公演のライブ音源からチョイスされた11曲を収録したDisc2の2枚組。
12月21日(土)に出演する名古屋『MERRY ROCK PARADE』会場より販売開始される（通販は同日正午より）。

## 収録曲
全作詞・作曲∶松本大

### CD【Disc1】
1. ほむらの果て
  - 5th配信限定シングル表題曲
2. Is Everything All Right
3. いつものこと

### CD【Disc2】
1. ほむらの果て
2. send me
3. at (liberty)
4. I aroused
5. 花と詩人
6. Water Lily
7. BABY STEP
8. New Clothes
9. 凡人ダグ
10. ホワイトライクミー
11. オーバーフロー